# 마이클 영 (사회학자)
마이클 영(Michael Young, 1915년 8월 9일 ~ 2002년 1월 14일)은 영국의 사회학자, 사회 운동가, 정치인이다.